# Empis bullata
Empis bullata är en tvåvingeart som beskrevs av Mario Bezzi 1905. Empis bullata ingår i släktet Empis och familjen dansflugor. Inga underarter finns listade i Catalogue of Life.